# Carpolobia goetzei
Carpolobia goetzei är en jungfrulinsväxtart som beskrevs av Gürke. Carpolobia goetzei ingår i släktet Carpolobia och familjen jungfrulinsväxter. Inga underarter finns listade i Catalogue of Life.